# Clateau
Clateau est un sous-officier français du XIXe siècle, quartier-maître et spécialiste d'artillerie.
Lors de la déclaration de neutralité des puissances étrangères pendant la guerre de Boshin, Clateau déserta l'armée française et continua le combat dans le camp du Bakufu.
Il participa à la bataille de la baie de Miyako, où il était chargé de la canonnerie à bord du navire Banryū (en).
Après le conflit, Clateau ouvrit un hôtel-restaurant dans le quartier de Tsukiji à Tokyo, puis un second à Yokohama.